# رنه گاردین
رنه گاردین (فرانسوی: René Gardien‎; ۱۰ فوریهٔ ۱۹۲۸ – ۱ فوریهٔ ۲۰۰۶) بازیکن و مربی فوتبال اهل فرانسه بود.
از باشگاه‌هایی که در آن بازی کرده‌است می‌توان به باشگاه فوتبال لیل و باشگاه فوتبال سوشو اشاره کرد.
وی همچنین در تیم ملی فوتبال فرانسه بازی کرده‌است.